# Пекче
Пекче́ (кор. 백제, кит.: 百濟; яп. くだら; 18 до н. е. (за легендою) — 660) — одне з трьох стародавніх корейських королівств поряд із Когурьо і Сілла.
За легендою, було засновано у 18 до н. е. королем Онджо, сином засновника Когурьо, у районі сучасного Сеула. Пекче сформувалося з прото-державного утворення племен махан південного заходу Корейського півострова. У 4 столітті, в часи свого розцвіту королівство контролювало більшу частину західних територій півострова, на півночі сягаючи сучасного Пхеньяна.
Пекче було традиційним союзником японської держави Ямато, вело боротьбу за об'єднання Корейського півострова, воювало з Когурьо, Сілла і китайською імперією Тан. У 660 році було завойоване військами коаліції королівства Сілла і китайської імперії Тан та стало частиною королівства Об'єднана Сілла.